# Parque nacional Lam Nam Nan
El parque nacional Lam Nam Nan (en tailandés, อุทยานแห่งชาติลำน้ำน่าน) es un área protegida del norte de Tailandia, en la provincias de Phrae y Uttaradit. Se extiende por una superficie de 999,15 kilómetros cuadrados. El parque fue declarado el 30 de septiembre de 1998. Tiene un paisaje accidentado de montaña, y aquí se encuentra la presa de Sirikit.
Aquí nacen muchos afluentes del Mae Nam Yom en Phrae. La mayor parte de su terreno está formado por montañas inclinadas con llanuras y está lleno de bosques y vida salvaje.